# Quilmesaurus

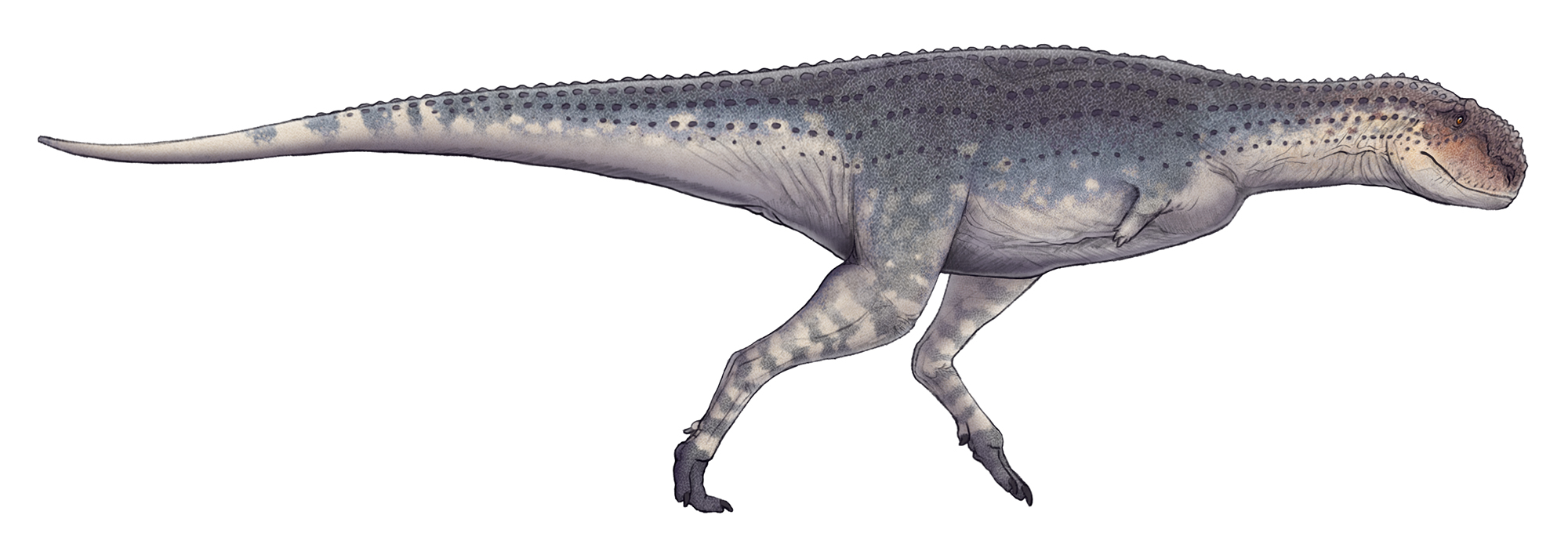
Quilmesaurus curriei

Quilmesaurus curriei is een vleesetende theropode dinosauriër, behorend tot de Neoceratosauria, die tijdens het late Krijt leefde in het gebied van het huidige Argentinië.

## Vondst en naamgeving
Eind jaren tachtig ontdekte een team van de Universidad Nacional Tucumán, geleid door Jaime Powell, bij de Salitral Ojo de Agua in de provincie Río Negro resten van een theropode.
In 2001 benoemde en beschreef Rodolfo Aníbal Coria de typesoort Quilmesaurus curriei. De geslachtsnaam verwijst naar de lokale stam de Quilme. De soortaanduiding eert Philip John Currie.

Diagram van de bewaarde botten

Het holotype, MPCA-PV-100, is gevonden in een laag van de Allenformatie die dateert uit het late Campanien. Het bestaat uit de onderste helft van een rechterdijbeen en een rechterscheenbeen. De botten zijn wat verweerd en samengedrukt. Het gaat om een jongvolwassen exemplaar. De fossielen maken deel uit van de collectie van het Museo Provincial "Carlos Ameghino".
In 2017 werd een onderzoek gemeld naar de botstructuur. Groeiringen zouden wijzen op een leeftijd van zes jaar.

## Beschrijving
Quilmesaurus is een middelgrote roofsauriër. De lichaamslengte is ruwweg vijf meter.

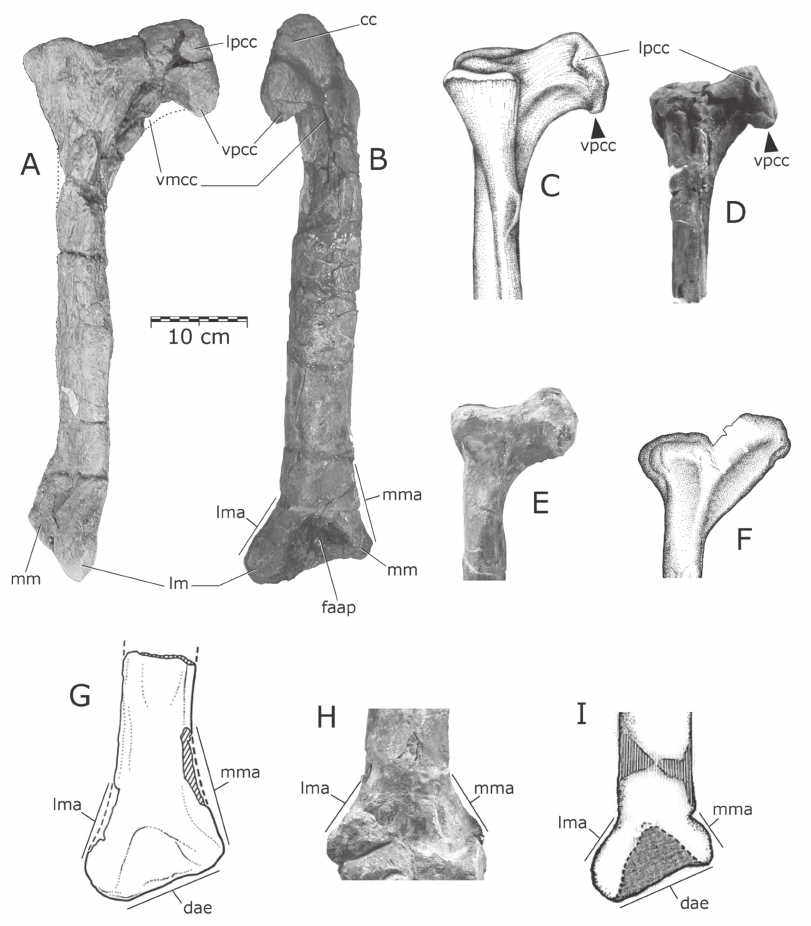
Het scheenbeen vergeleken met tibiae van verwanten

Coria stelde enkele onderscheidende kenmerken vast. Het dijbeen heeft een goed ontwikkelde kam aan de binnenste onderkant. Het scheenbeen heeft bovenaan een haakvormige crista cnemialis. Onderaan is de buitenste beenstijl van het scheenbeen tweemaal zo breed als de binnenste. Het ondervlak van het scheenbeen is asymmetrisch. Achteraf bleken deze kenmerken gedeeld te worden met verwanten, een reden voor sommige onderzoekers om Quilmesaurus te beschouwen als een nomen dubium.

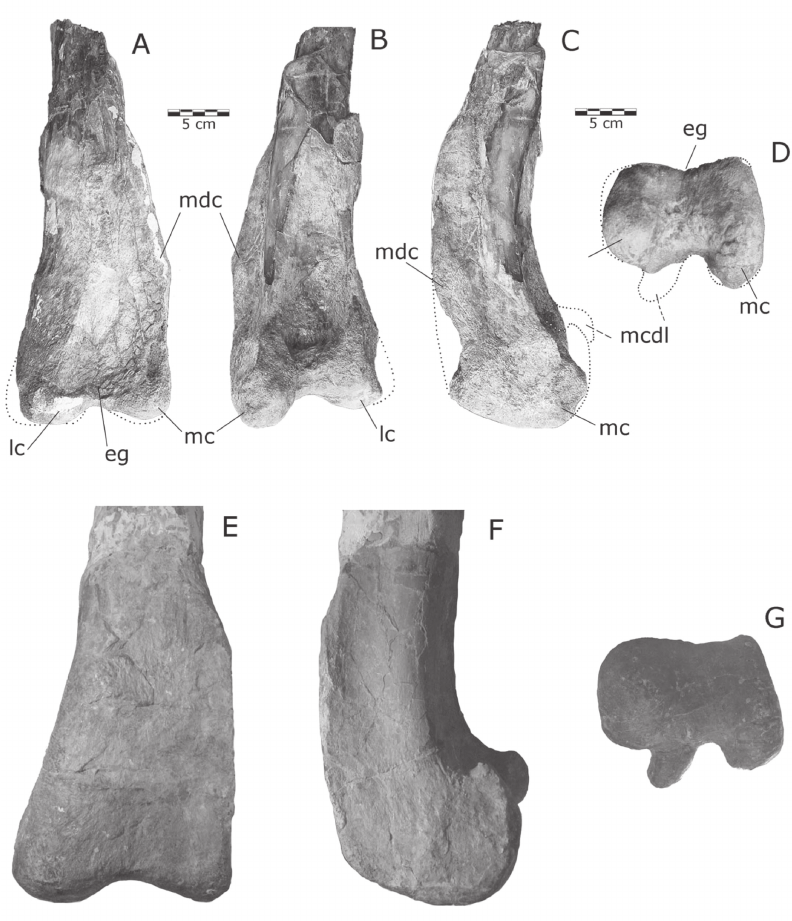
Het dijbeen

Het dijbeen heeft een kam lopen over de onderste binnenkant die ver en bol uitsteekt; de breedte ervan is even aanzienlijk als die van de eigenlijke schacht zelf. De voorste groeve tussen de onderste gewrichtsknobbels is ondiep. Deze knobbels hebben een richel overdwars lopen die het voorste en onderste gewrichtsvlak scheidt. Boven de achterste groeve tussen deze knobbels bevindt zich een duidelijke verruwing. Het scheenbeen heeft een lengte van tweeënvijftig centimeter. De crista cnemialis is bijlvormig in zijaanzicht, met een afhangende lobvormige punt die verder van de schacht afstaat dan het boveneinde. De goed ontwikkelde kammen wijzen op een vrij zware musculatuur; in dat geval compenseren ze de algehele slankheid van dijbeen en scheenbeen. De uitholling op de voorste onderkant van het scheenbeen, die een zesde van de schachtlengte beslaat, duidt op een vrij korte opgaande tak van het sprongbeen. De onderkant van het scheenbeen is asymmetrisch door een deuk aan de achterkant. Daarbij steekt de buitenste onderste gewrichtsknobbel meer naar beneden uit. De zijdelingse uitbreiding van de onderste gewrichtsknobbels is beperkt. De verdikte beenstijl die naar de binnenste onderste gewrichtsknobbel afloopt, begint wat hoger dan die van de buitenste knobbel.

## Fylogenie
Coria bepaalde Quilmesaurus niet preciezer dan een algemeen Theropoda. Hij wees op overeenkomsten met basale leden van de Tetanurae. In 2002 meende Alexander Kellner dat er een verwantschap was met de abelisauride Pycnonemosaurus. In 2004 stelde Rubén Juárez Valieri dat Quilmesaurus, gezien de bijlvormige crista cnemialis, inderdaad een lid was van de Abelisauridae en in 2007 dat Quilmesaurus daarbinnen tot de Carnotaurinae behoorde waarvoor de afhangende lob van die kam een aanwijzing zou zijn. Juárez Valieri kon geen enkele autapomorfie vaststellen en concludeerde dat Quilmesaurus een nomen vanum was. Latere onderzoekers hebben Quilmesaurus in de Furileusauria geplaatst.